# Isabelle Aragão
Isabelle Aragão (São Paulo, SP, 7 de outubro de 2007) é uma atriz brasileira. Iniciou sua carreira em 2012, e em 2019 foi aprovada para dar vida a Alícia, a personagem tecnológica da primeira sitcom infantil brasileira: Bugados, no canal Gloob (Rede Globo).

## Cursos
2012-2016 | Teatro
2017-2019 | Teatro, TV, Cinema, Hip-Hop e Sapateado

## Carreira
Aos 5 anos, enquanto assistia à versão brasileira da novela Carrossel, perguntou à mãe, Maria José, como seria possível atuar na televisão. Após uma conversa entre as duas para ver se era realmente isso que Isabelle desejava, sua mãe procurou agências confiáveis. 
O primeiro trabalho ocorreu em 2013 - entrevistou Munhoz e Mariano ao vivo, no Programa do Gugu. No mesmo ano, atuou em uma campanha publicitária do Ministério da Saúde, incentivando a vacinação ao lado de Zé Gotinha. O seu terceiro trabalho foi uma campanha publicitária para o Itaú, também em 2013. 
Em 2014, ficou por 8 meses do "Quadro sem filtro" do programa "CQC" da Rede Bandeirantes, com Marco Luque, Dani Calabresa, Marcelo Tas e Felipe Andreoli.  
No ano de 2015, fez uma participação especial em vídeos do canal "Mundo da Menina", ao lado de Bia Jordão e Bianca Paiva. Em seguida, trabalhou por um ano no "Programa da Sabrina", da Record TV, no "Quadro dos desenhos".
Participou do "Hoje em Dia" (Record TV) com Ana Hickmann, Ticiane Pinheiro e Renata Alves. Com toda  a supervisão da produção, comprou uma passagem de ônibus para Santos e viajou sozinha, explanando a falta de cuidado por parte das empresas de ônibus. Houve tanta repercussão na sociedade que leis foram criadas para evitar essas atitudes e a empresa responsável pela venda da passagem foi multada. No mesmo programa, participou de um experimento social sobre racismo.
Em 2016, foi para o reality show "Rebobinando" (YouTube) e atuou na web série "Vestigium". Ficou por 8 meses no "Programa do Porchat" em 2017, onde contracenou com Paulo Miklos e Fábio Porchat em algumas ocasiões. Também fez uma campanha para o Bradesco, para o dia das crianças (2017). Foi a representante da Barbie negra no Brasil, no mesmo ano. Gravou o longa-metragem "Todos nós, cinco milhões" em 2018, sob direção de Alexandre Mortágua. 
Foi aprovada para dar vida à personagem Alícia na primeira sitcom infantil brasileira em 2019, onde está atualmente.

## Alícia: a personagem tecnológica dasitcomBugados
A primeira sitcom infantil brasileira, Bugados, escrita por Luca Paiva Mello e André Catarinacho, conta a história de três personagens de videogame que saem do jogo para viver novas aventuras no mundo real. Isabelle faz a personagem Alícia, apaixonada por tecnologia e esporte. 
Foram realizados diversos testes para a escolha dos atores. Duas temporadas já foram gravadas e mais duas estão sendo filmadas, ainda sem previsão de lançamento.

## Prêmios e indicações
| Ano  | Prêmio                  | Categoria     | Resultado |
| ---- | ----------------------- | ------------- | --------- |
| 2020 | Prêmio Site Mundo Negro | Artista mirim | Indicado  |